# Joy (perro)
Joy (en ruso: Джой; c. 1914-mediados de la década de 1920) fue un cocker spaniel inglés propiedad de Alekséi Nikoláyevich, zarévich de Rusia. Alekséi Nikoláyevich, nacido en 1904, era el hijo menor y único hijo del zar. Joy, cuyos orígenes no están claros, apareció en el palacio en 1914 y se unió estrechamente a Alekséi, acompañándolo en varios viajes y brindándole consuelo durante su lucha contra la hemofilia. La naturaleza tranquila de Joy probablemente contribuyó a su supervivencia tras la desaparición de la familia Románov en 1918. Después de la ejecución de la familia, Joy fue descubierta por el Ejército Blanco en Ekaterimburgo . Posteriormente quedó bajo el cuidado del coronel Pavel Rodzianko, con quien se trasladó a Inglaterra tras la derrota del Ejército Blanco. Joy vivió sus últimos años en Windsor en la finca de Rodzianko y murió a mediados de la década de 1920.

## Los perros de la familia Romanov

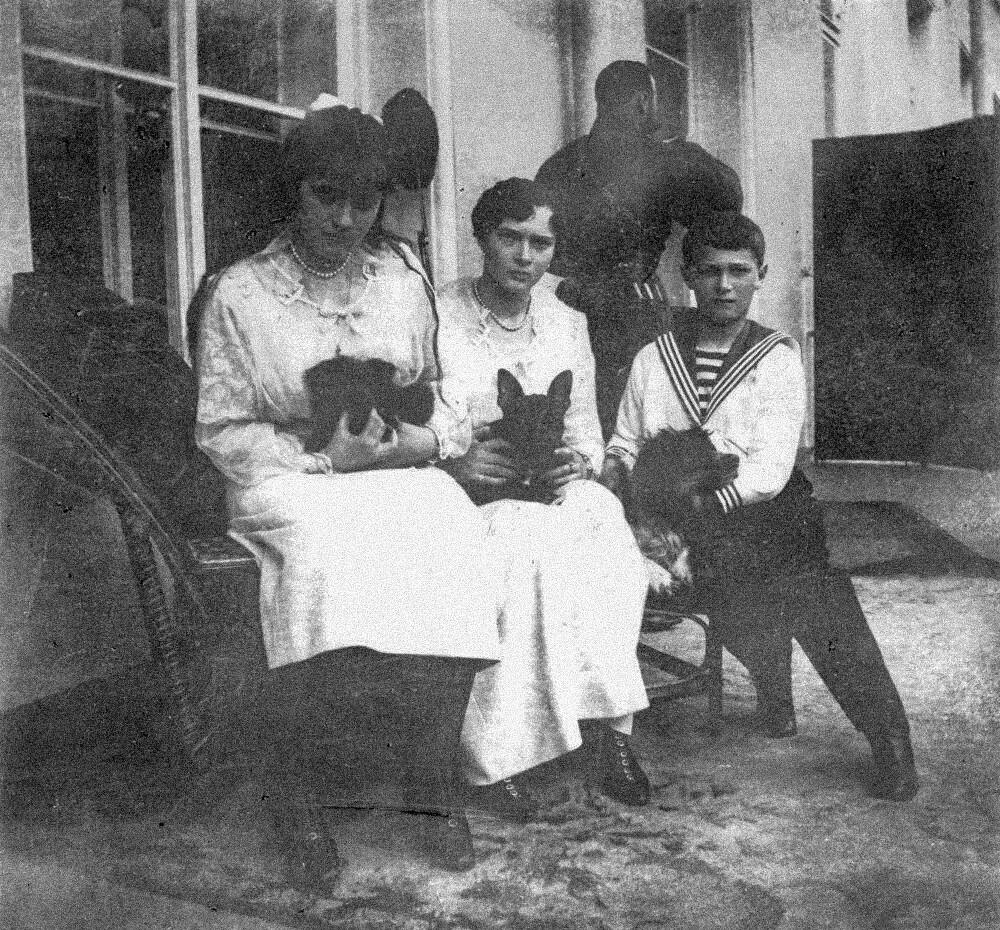
Los hijos del zar con sus perros: Anastasia Nikolaevna con Jemmie, Tatiana Nikolaevna con Ortino y Alexei con Joy.

A la familia del último emperador ruso, Nicolás II, le gustaban las mascotas y tenía gatos, perros, un burro y una cabra. Los hijos del emperador Nicolás II y la emperatriz Alejandra Fiódorovna tuvieron varios perros durante su vida. Entre los perros más conocidos de los niños Romanov se encuentran:
| Nombre | Raza                          | Dueño                  | Orígenes |
| ------ | ----------------------------- | ---------------------- | --- |
| Ortino | Bulldog francés               | Gran Duquesa Tatiana   | Durante la Primera Guerra Mundial, las hijas del emperador trabajaron en un hospital, y este perrito se lo regaló a Tatiana el oficial en recuperación Dmitri Yakovlevich Malama, capitán de personal de la Guardia Imperial Rusa del Regimiento de Su Majestad. |
| Jemmie | Cavalier King Charles spaniel | Gran Duquesa Anastasia | El perro fue un regalo para Anastasia de parte de Anna Výrubova, la dama de compañía de la emperatriz. |
| Joy    | Cocker Spaniel Inglés         | Zarévich Alekséi       | Los orígenes de Joy y cómo llegó a manos del zarévich Alekséi aún no están claros. Joy apareció en el palacio en 1914. Su pelaje era rojo oscuro con blanco. |

## Primeros años de vida

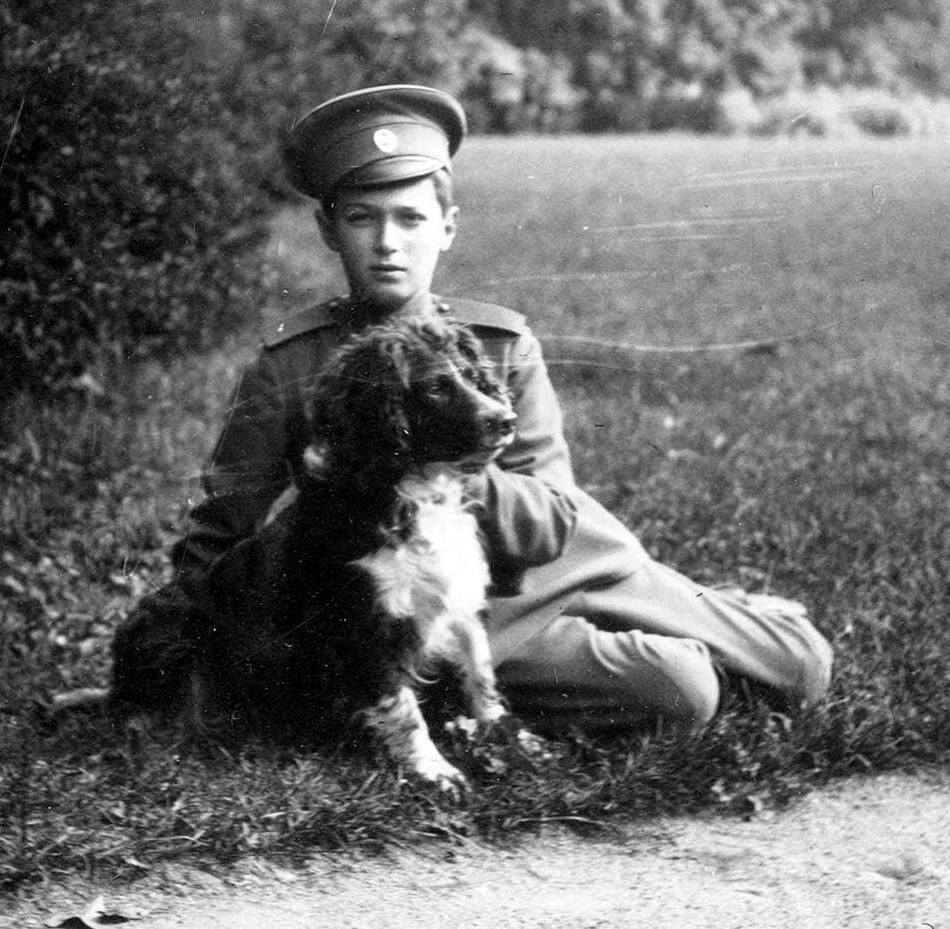
Alexei y Joy.

Joy era descendiente del legendario cocker spaniel negro Dash, el primer cocker spaniel traído de Inglaterra para caza a petición del gran duque Nicolás Nikoláyevich, tío de Nicolás II. Se desconoce quién le dio Joy al zarévich y cuándo. El apodo se lo puso la emperatriz Alexandra Feodorovna, nieta de la reina Victoria, quien también sentía un gran amor por los perros. Alejandra escribió en una carta a Alekséi el 31 de octubre de 1914: «¿Cómo está tu nuevo perro? Te hace tan feliz que puedes llamarlo Joy» (Joy significando «alegría» en inglés).
Alekséi Nikoláyevich, nacido en 1904, era el hijo menor y el único hijo del zar. Joy era la favorita del zarévich Alekséi y su constante compañera. Acompañó regularmente a su dueño en todos los viajes, incluidos los viajes por mar. En su diario, Alekséi relató:
- 19 de agosto de 1916 en Maguilov: «Esta mañana tuve 2 lecciones. Escribí a mamá antes del desayuno y salí a caminar. Estaba desayunando con todos en la tienda. Por la tarde fue un paseo por el río Dniéper. Joy está en el hospital. Tiene lombrices».
- 5 de noviembre de 1916: «Desde ayer no tengo dolor. Me quedé quieto en la cama. Antes del desayuno le escribí a mamá. Pasé el día como ayer: jugué al mar y a las cartas, escuché la lectura en francés e inglés. Joy está constantemente conmigo».[14]
- 9 de noviembre de 1916: «Finalmente me permitieron salir de la cama. Me levanté temprano y tomé café en una mesa común. Escribí una carta a mamá. Viajé a la estación y regresé, llevándome a Joy conmigo».[15]

Joy también fue llevado al frente en el cuartel general de Maguilov durante la Primera Guerra Mundial, donde el emperador visitaba frecuentemente a su hijo para levantar la moral del ejército. Cuando dejaron al perro en el Palacio de Alejandro de Tsárskoye Seló, las hermanas le escribieron a Alekséi: «Joy te extraña mucho».
Alekséi sentía un profundo afecto por Joy, una relación bien documentada y familiar para el público ruso. Joy aparecía con frecuencia en fotografías oficiales, comúnmente vista ya sea en brazos de Alekséi o sentada a sus pies, destacando el estrecho vínculo entre el zarévich y su mascota a pesar de sus problemas de salud. Entre sus amigos íntimos de la misma edad sólo tenía a Kolya, el hijo del doctor Vladímir Derevenko. Alekséi padecía hemofilia y no podía jugar con otros niños por miedo a que un simple golpe o rasguño pudiera resultar fatal, por lo que pasaba la mayor parte del tiempo con su perro en el jardín o paseando. Rara vez estaban separados.

## Exilio y supervivencia

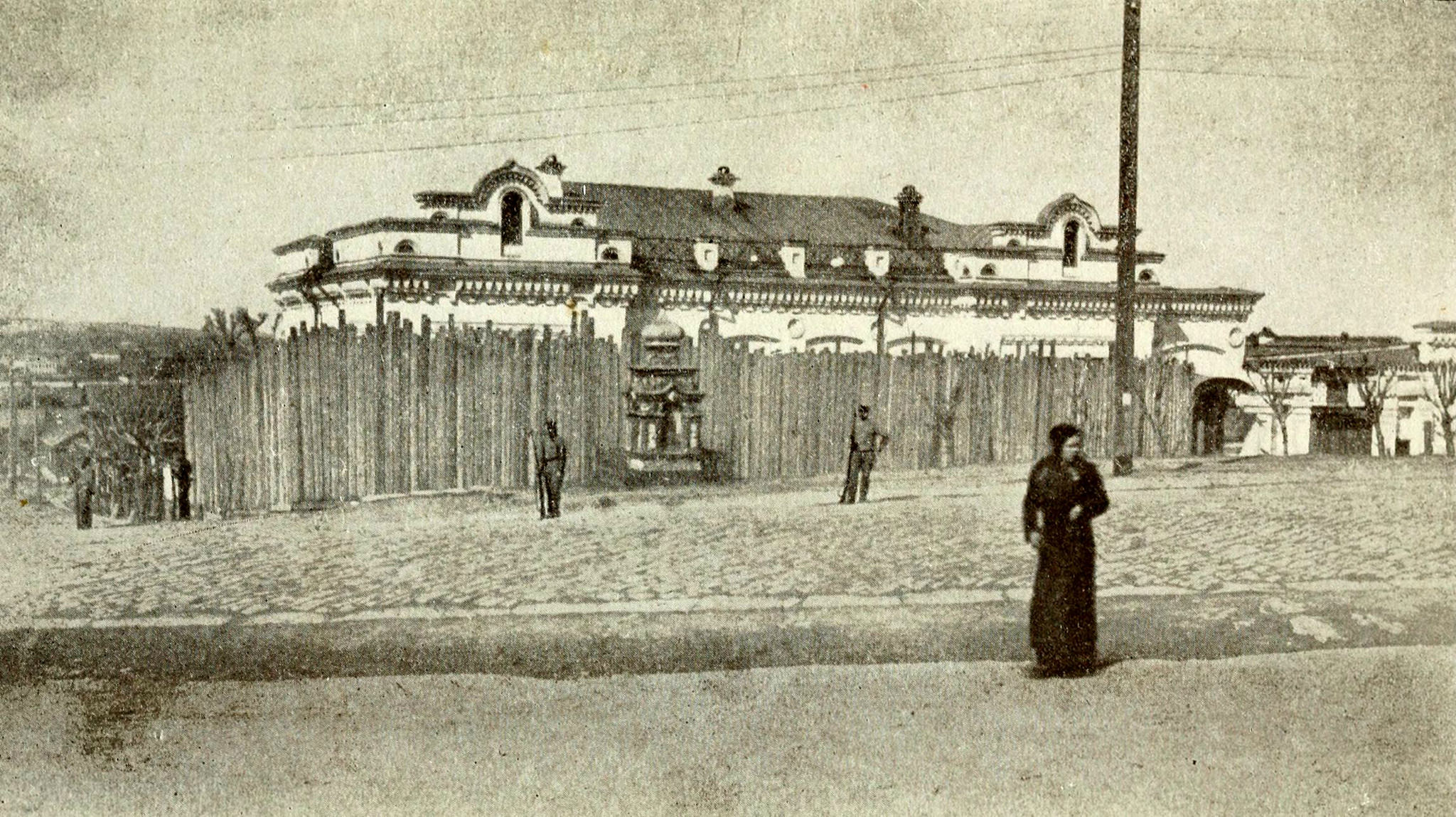
Casa Ipátiev en Ekaterimburgo, donde la familia Romanov y sus perros estuvieron en cautiverio.

La familia imperial fue arrestada tras la Revolución de febrero de 1917, que provocó la abdicación de Nicolás II. En la mañana del 1 de agosto de 1917, Alekséi, junto con sus padres y hermanas, fue enviado desde el Palacio de Alejandro al exilio en Tobolsk. Se llevaron a los perros con ellos. Más tarde, junto con la familia real, los perros fueron de Tobolsk a la Casa Ipátiev en Ekaterimburgo. Joy pasaba a menudo las noches en el patio. Fue descrito como un perro desobediente que a menudo se escapaba, pero a diferencia de Ortino y Jemmie, era silencioso y rara vez ladraba, lo que presumiblemente lo salvó durante la ejecución de la familia real. La hermana de Alekséi, Olga Nikoláyevna, escribió en una carta que «Joy, Ortino y Jemmie están prosperando. A los dos primeros hay que echarlos del patio, donde se divierten en el cubo de la basura y comen todo tipo de basura. Joy tiene muchos conocidos en la ciudad, y por eso siempre huye».
El 17 de julio de 1918, la última familia imperial del Imperio ruso (el exzar Nicolás II, su esposa Alejandra, sus hijos Olga, Tatiana, María, Anastasia y Alekséi, junto con tres sirvientes y un médico) fueron baleados y atacados con bayoneta por Soldados del Ejército Rojo en el sótano de la Casa Ipátiev en Ekaterimburgo. Alekséi murió a los 13 años.
Mijaíl Kabanov, miembro de la Cheka de los Urales, relató la ejecución de la familia real en la Casa Ipátiev. «El chekista Mijaíl Medvédev, con el primer disparo, mató a tiros a Nicolás II. En ese momento también disparé mi revólver Nagant contra el condenado. Después de eso, tuve que ir inmediatamente al ático, a la ametralladora, para repeler cualquier ataque. Las fuerzas enemigas nos atacaron con mi equipo de ametralladoras. Cuando corrí hacia el ático, vi que en el Instituto de Minería de enfrente estaba la luz. Se oían claramente los disparos y los fuertes aullidos de los perros del zar. Inmediatamente bajé a la sala de ejecución y dije que se oían claramente los disparos en la ciudad, que los aullidos de los perros del zar eran muy fuertes y que en el Instituto de Minería, frente a nosotros, todas las ventanas estaban iluminadas. Recomendó matar a la gente con armas blancas, así como matar a dos de los perros del zar que aullaban fuerte. El tercer perro, Joy, salió ileso porque no aullaba. Luego, el médico del distrito examinó a todos los ejecutados y confirmó que estaban todos muertos». Joy era naturalmente tranquilo, por lo que no irritó a los guardias.
Uno de los guardias de la Casa Ipátiev, Anatoli Yakimov, recordó: «La puerta del pasillo a las habitaciones donde vivía la familia real todavía estaba cerrada, pero no había nadie en las habitaciones. Estaba claro: no se escuchó ni un solo sonido. Desde allí, antes, cuando la familia real vivía allí, siempre se podía oír vida en sus habitaciones: voces, pasos, pero en ese momento no había vida allí. En el vestíbulo, cerca de la puerta de las habitaciones donde vivía la familia real, su perrito estaba todo el tiempo esperando a que lo dejaran entrar en las habitaciones. Lo recuerdo bien, también pensé en ese momento: esperas en vano».
Alekséi recibió dos disparos en la cabeza después de que los asesinos notaron que había sobrevivido a la primera bala. Anastasia recuperó el conocimiento tras el primer disparo y empezó a gritar; fue apuñalada con una bayoneta. Jemmie estaba en brazos de Anastasia durante la ejecución y murió junto a ella, recibió un golpe en la cabeza. El cuerpo de Jemmie fue descubierto el verano siguiente, el 25 de junio de 1919, en el fondo de un tajo abierto durante una inspección de la mina realizada por el investigador Sokolov. «La pata delantera derecha estaba rota. El cráneo estaba perforado, lo que, según la conclusión del médico, provocó su muerte». Ortino se quedó solo en una habitación vacía del piso superior y el guardia Kabanov escuchó sus ladridos. Uno de los guardias lo golpeó con una bayoneta por aullar fuerte para evitar llamar la atención hacia la casa. Joy no ladró ni aulló y, por lo tanto, le perdonaron la vida.
Durante el traslado de los cuerpos del sótano de la Casa Ipátiev, Joy salió corriendo a la calle y fue llevado por uno de los guardias de la casa, Mijaíl Letemin. Cuando el Ejército Blanco tomó Ekaterimburgo una semana después, uno de los oficiales, que conocía bien a la familia real, reconoció a Joy en la calle. Comenzó a preguntar de quién era el perro y le señalaron a Letemin. El guardia fue detenido y prestó testimonio en la investigación. Joy se convirtió en la principal evidencia mediante la cual el saqueador fue descubierto por la investigación del Ejército Blanco. Durante el interrogatorio de Letemin, se descubrió que el 22 de julio de 1918 se llevó a su casa 78 objetos de la Casa Ipátiev, que anteriormente pertenecían a la Familia Real. Se llevó al perro del heredero Alekséi, Joy, «por lástima».

## Después del escape
El 25 de julio de 1918, ocho días después de la ejecución de la familia de Nicolás II, Ekaterimburgo fue ocupada por unidades del Ejército Blanco bajo el mando del general Mijaíl Díterijs y la Legión Checoslovaca . El almirante Aleksandr Kolchak ordenó inmediatamente una investigación sobre la muerte de la familia del zar. Debido a la ineficacia de los investigadores iniciales, en febrero de 1919 se nombró a Nikolái Alekséyevich Sokolov como investigador para casos particularmente importantes en el Tribunal del Distrito de Omsky. Realizó meticulosamente la investigación que se le había confiado y recopiló materiales y testimonios de testigos que pudieron rastrear los últimos momentos de la vida de la familia de Nicolás II.
«Los checos (la legión checoslovaca como parte del ejército ruso), después de capturar Ekaterimburgo, encontraron un pobre animal medio muerto de hambre corriendo por el patio de la Casa Ipátiev. Parecía que el perro siempre estaba buscando a su dueño, y su ausencia lo entristecía y lo deprimía tanto que apenas tocaba la comida, incluso cuando lo cuidaban con ternura», escribió la baronesa Sophia Karlovna Buxhoeveden (1883-1956), dama de compañía de la emperatriz Alejandra Fiódorovna. La baronesa fue separada de la familia imperial en mayo de 1918 en Ekaterimburgo. No se le permitió entrar en la Casa Ipáiev, lo que la salvó de la ejecución, y escribió sus memorias mientras estaba exiliada en Londres.
El general Mijaíl Díterijs se llevó a Joy con él y más tarde el perro de aguas acompañó a su nuevo dueño a Omsk. En enero de 1919, la baronesa Buxhoeveden, al enterarse de que el perro del zarevich Alekséi asesinado estaba en Omsk, fue inmediatamente a verlo. Al sentir a una persona familiar de su vida pasada, el perro casi ciego, desesperado, saltó y corrió hacia la baronesa. «Fui a ver a Joy», recordó la baronesa. «Y él, aparentemente en su ingenuidad canina, pensando que sus amos seguramente aparecerían conmigo, se animó visiblemente. Nunca había visto un perro tan emocionado. Cuando lo llamé, instantáneamente saltó del carruaje y corrió a través de la plataforma hacia mí, saltando y haciendo amplios círculos a mi alrededor y no se aferró a mí con sus patas delanteras, sino que caminaba sobre sus patas traseras como un perro de circo. El general Díterijs me dijo que nunca antes había saludado a nadie así y yo lo atribuí al hecho de que mi ropa, que era la misma que había usado en Tobolsk, todavía tenía un olor familiar, aunque no lo acaricié particularmente. Cuando me fui, Joy permaneció todo el día junto a la puerta por la que había entrado. Se negó a comer y volvió a caer en su habitual estado de desesperación. Por la misma época, en Omsk, el general Díterijs entregó a Joy al coronel Pavel Rodzianko, miembro de la misión militar británica del general Sir Alfred Knox en Siberia, a quien le gustaban mucho los animales (antes de la revolución, tenía una oso mascota llamado Mishka y su propia granja de cría de caballos). Rodzianko también era conocido como deportista e instructor de equitación.
Tras la derrota del Ejército Blanco, Pavel Rodzianko emigró a Inglaterra con el perro. Cuando las fuerzas blancas colapsaron y los rojos se abrieron paso a través de Siberia, se ordenó a los británicos regresar a casa, a través del Extremo Oriente ruso. «Con el corazón apesadumbrado zarpamos de Vladivostok. Joy, el pequeño perro de aguas mal llamado que había visto a su amo asesinado esa fatídica noche, viajó conmigo. Nunca he vuelto a ver Rusia», escribió Rodzianko en su libro Tattered Banners en 1939.

## Últimos años

### En Inglaterra

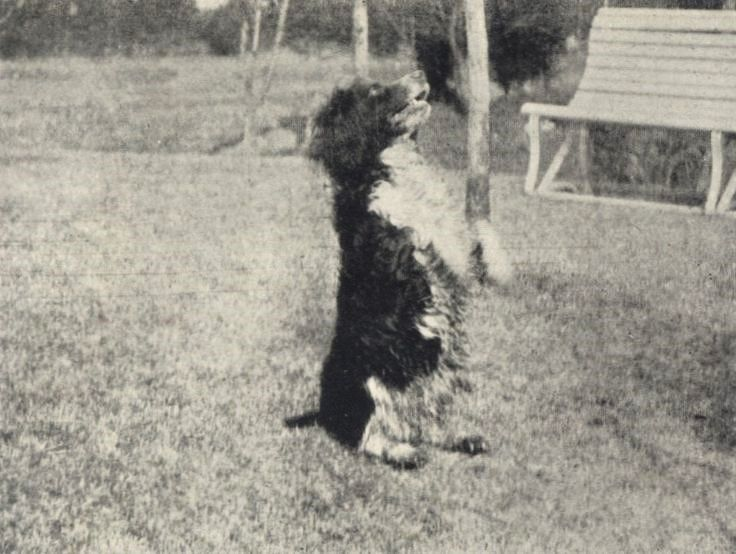
La última foto de Joy, el cocker spaniel, tomada a mediados de la década de 1920 en la finca de Pavel Rodzianko en Windsor.

En Inglaterra, Rodzianko compró inmediatamente una finca en el límite del famoso Castillo de Windsor y fundó allí una escuela de equitación. Esta escuela era popular entre la aristocracia y atraía a muchos visitantes, entre los que se encontraba el príncipe Eduardo de Gales. Pavel Rodzianko también se casó con una joven aristócrata, Anita Leslie, que era 34 años menor que él. Ella lo ayudó a escribir sus memorias. Joy vivió sus días en una casa en Clewer Hill Road en Windsor, en un ambiente feliz y seguro. La baronesa Sophie Buxhoeveden escribió en sus memorias que «el pequeño Joy fue bien cuidada... y pasó sus últimos años en las condiciones más cómodas».
Joy murió en Windsor, no en la corte real sino en la pequeña propiedad del coronel Rodzianko, Sefton Lawn, cuyo parque lindaba con el parque real. Pavel Rodzianko escribió: «Cada vez que paso por mi jardín en Windsor, pienso en la pequeña tumba del perro entre los arbustos con la irónica inscripción Here lies Joy («Aquí yace Joy», que también es traducible como «Aquí yace la alegría»). Para mí, esa pequeña piedra marca el fin de un imperio y una forma de vida». Actualmente, el lugar de la tumba está ocupado por un estacionamiento.

### Controversia
Algunas publicaciones afirman que Joy estuvo protegido por el rey Jorge V del Reino Unido. Esta versión se basa en las declaraciones del sobrino del coronel Rodzianko, Basil Rodzianko (1915-1999), obispo de la Iglesia ortodoxa en América. Afirmó que Joy pasó a ser propiedad del rey Jorge V, el monarca a quien Rodzianko le había narrado la muerte de su primo, Nicolás II, y su familia. Al parecer, Joy vivió con el rey y fue enterrado en el cementerio Royal Dog de Windsor. Sin embargo, este es un mito que intenta rastrear la vida de Joy desde sus primeros días en la monarquía rusa hasta sus últimos días en la monarquía inglesa, y carece de fundamento. El coronel Rodzianko describió su visita al Castillo de Windsor para reunirse con Jorge V para «almorzar», donde el rey interrogó al oficial zarista sobre los detalles de la muerte de la familia de Nicolás II. Entre otras cosas, Rodzianko habló al rey sobre el perro de aguas del zarévich: «Le he descrito las habitaciones frías y vacías y el sótano sangriento de la Casa Ipátiev, mi búsqueda infructuosa en el cementerio y el sombrío viaje a través del bosque siberiano para encontrar un puñado de cenizas. Después del almuerzo, Su Majestad me mostró las fotografías y le hablé de Joy, que corre por mi jardín. Joy parece bastante feliz, pero al mirar esos ojos castaños claros, a menudo me pregunto qué recuerda. El rey Jorge V no se quedó con el perro y no mostró interés en verlo.